# فيروس شلل النحل المزمن
يؤثر فيروس شلل النحل المزمن (CBPV) بشكل شائع على نحل العسل البالغ من نوع Apis mellifera ويسبب شللًا مزمنًا يمكن أن ينتشر بسهولة إلى أعضاء آخرين في المستعمرة. تبدأ النحل المصابة بفيروس شلل النحل المزمن في إظهار الأعراض بعد 5 أيام وتموت بعد بضعة أيام. تعد عدوى فيروس شلل النحل المزمن عاملاً يمكن أن يساهم في الانهيار المفاجئ لمستعمرات نحل العسل أو يتسبب فيه.نظرًا لأن نحل العسل يلعب دورًا حيويًا في المرونة البيئية، فمن المهم فهم العوامل والأمراض التي تهدده.
على الرغم من أن فيروس شلل النحل المزمن يصيب النحل البالغ بشكل أساسي، إلا أن الفيروس يمكن أن يصيب النحل في مراحل نمو مبكرة أيضًا، على الرغم من أن النحل النامي عادةً ما يكون لديه حمولات فيروسية أقل بكثير مقارنة بنظرائه البالغين. الوفيات نتيجة للإصابة بفيروس CBPV في النحل النامي أو خسائر الحضنة بسبب العدوى الفيروسية منخفضة أو غير موجودة. قد تحتوي النحلات المصابة بفيروس CBPV على ملايين الجسيمات الفيروسية، مع تركيز نصفها في منطقة رأس النحلة المصابة. ونتيجة لذلك، يتمتع الفيروس بنشاط عصبي، مما يسمح للفيروس بالتسبب في تلف الجهاز العصبي في نحل العسل المصاب. على وجه التحديد، حددت الأبحاث أن الجسيمات الفيروسية تتركز بشكل أساسي في مركزين من الدماغ للتكاثر بعد إصابة المضيف. مركز التكاثر الأول هو أجسام الفطر، والتي تلعب دورًا في المعالجة الحسية والذاكرة والتعلم والتحكم في الحركة، ومركز التكاثر الثاني هو الجسم المركزي، مركز دماغ الحشرة الذي يتحكم في المقام الأول في الحركة والسلوك والتوجيه الجسدي والإثارة.

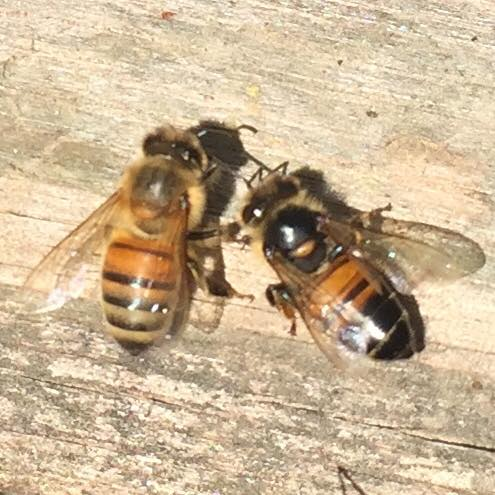
إن اللون الأسود على النحلة الموجودة على اليمين هو أحد أعراض فيروس شلل النحل المزمن CBPV.